# 레이니 데이 인 뉴욕
《레이니 데이 인 뉴욕》(영어: A Rainy Day in New York)은 2019년 미국의 로맨스 코미디 영화이다. 우디 앨런이 감독하고 각본을 썼다. 이 영화에는 티모시 샬라메, 셀레나 고메즈, 엘르 패닝, 주드 로, 디에고 루나와 리브 슈라이버가 출연한다.
2017년 촬영이 완료되었지만, 미투 운동의 여파로 우디 앨런 역시 논란이 되면서 당시 북미 배급사였던 아마존 스튜디오는 개봉 취소 결정을 내렸다. 이후 2019년 영미권이 아닌 국가들에서부터 영화 개봉이 진행되었다.

## 시놉시스
두 젊은 남녀가 주말을 보내기 위해 뉴욕에 도착하고 그들이 도착하면 그들은 악천후와 일련의 모험으로 만난다.

## 줄거리
뉴욕에 거주하는 부유한 부모님의 똑똑하지만 별난 아들인 개츠비 웰레스는 업스테이트 뉴욕의 리버럴 아츠 칼리지인 야들리 칼리지의 학생이다. 그는 또한 성공적인 도박꾼이기도 하다. 투손 출신의 저널리즘 전공생인 여자친구 애슐리 엔라이트가 학생 신문을 위해 저명한 독립 영화 감독 롤랜드 폴라드를 인터뷰하기 위해 맨해튼으로 가야 할 때, 개츠비는 그를 따라나선다. 개츠비는 도시에서 낭만적인 주말을 계획하고 있으며, 저녁에 갈라를 주최하는 부모님과의 갈등 관계를 피하려고 노력한다.
폴라드와의 애슐리의 인터뷰는 한 시간 동안 진행될 예정이었지만, 감독은 그녀를 자신의 새 영화 비공개 상영회에 초대했고, 이는 개츠비와의 계획을 망쳐 그를 실망시킨다. 뉴욕을 혼자 거닐던 개츠비는 단편 영화를 촬영 중인 영화과 친구와 우연히 마주치고, 그 친구는 그에게 여배우와 키스하는 장면에서 빠진 배우 대신 연기해달라고 부탁한다. 개츠비는 놀랍게도 그 여배우가 예전 여자친구의 여동생인 챈 타렐이라는 것을 알게 된다. 둘은 같은 택시를 잡으려다 다시 마주친다. 개츠비의 애슐리와의 낭만적인 계획은 창작 위기를 겪고 있는 폴라드와 그의 오랫동안 고생해온 시나리오 작가 테드 다비도프에게 애슐리가 점점 더 몰두하면서 더욱 지연된다.
버려진 느낌과 일정이 없어진 개츠비는 챈과 함께 그녀의 부모님 아파트로 가서 그들의 피아노로 "Everything Happens to Me"를 부른다. 그들은 뉴욕에 대한 사랑을 이야기하고 비 오는 날 뉴욕이 가장 낭만적인 장소 중 하나라는 데 동의한다. 그들은 메트로폴리탄 미술관을 방문하고, 그곳에서 챈은 개츠비에게 한때 반했었다고 고백한다. 박물관에서 우연히 이모와 삼촌을 만나면서 개츠비는 그날 저녁 부모님의 갈라에 참석해야만 했다.
한편, 사라진 폴라드를 찾던 애슐리와 테드는 불륜을 저지르고 있는 테드의 아내를 우연히 발견한다. 테드가 아내와 대면하는 동안, 애슐리는 스튜디오로 가서 영화 배우 프란시스코 베가를 만나고, 그는 그녀에게 저녁 식사를 제안한다. 개츠비는 한편, 자신의 도박 기술을 사용하여 형이 그날 저녁 일찍 주선한 포커 게임에서 크게 이긴다. 호텔 방으로 돌아온 그는 텔레비전 뉴스에서 애슐리가 프란시스코의 최신 연애 상대로 환영받는 것을 본다. 실망한 그는 칼라일 호텔의 칵테일 라운지로 술을 마시러 가서 테리라는 이름의 에스코트를 만나고, 그녀를 고용하여 가족 갈라에서 부재중인 애슐리를 가장하게 한다.
프란시스코는 애슐리를 영화계 파티로 데려가고, 그곳에서 그녀는 폴라드와 테드와 재회하며 둘 다 그녀에게 반했다고 선언한다. 그 후, 프란시스코와 애슐리는 그의 아파트로 돌아가고, 그들이 섹스를 하려던 순간 프란시스코의 여자친구가 예기치 않게 도착하여 애슐리는 브래지어와 팬티 위에 레인코트만 입은 채 뒷문으로 비 속으로 나간다.
개츠비는 테리와 함께 가족 갈라에 도착하지만, 그의 어머니는 속임수를 간파한다. 친밀한 대화에서 그녀는 개츠비에게 자신이 그의 아버지를 만났을 때 에스코트였고, 자신의 수입이 그들의 부를 가져온 시드 머니였다고 밝힌다. 그녀의 개인적인 역사가 그녀가 성인이 되어 얻은 지적이고 예술적인 노력, 교육, 세련됨을 개츠비에게 강요한 이유이다. 이 폭로는 개츠비의 어머니에 대한 인식을 긍정적으로 바꾼다. 밤이 끝나갈 무렵, 애슐리는 칼라일로 돌아온 낙담한 개츠비를 찾아와, 옷이 없었음에도 불구하고 프란시스코와 아무 일도 없었다고 그를 안심시킨다.
다음날 아침, 야들리로 돌아가기 전, 둘은 센트럴 파크에서 마차를 탄다. 그러나 애슐리는 안개 낀 날씨에 실망하고, 개츠비가 콜 포터의 가사를 언급하자 그녀는 그것을 셰익스피어의 것이라고 잘못 말한다. 그들의 부적합성을 깨달은 개츠비는 갑자기 그들의 관계를 끝내고 뉴욕에 머물기 위해 야들리를 자퇴할 것이라고 발표한다. 그는 나중에 센트럴 파크 동물원 밖에 있는 델라코트 시계로 가서 그와 챈이 이전에 공유했던 환상을 재현한다. 시계가 여섯 시를 치자 챈이 도착하고, 둘은 쏟아지는 비 속에서 키스한다.

## 출연
- 티모시 샬라메 - 개츠비 웰스
- 셀레나 고메즈 - 챈 티럴
- 엘 패닝 - 애슐리 엔라이트
- 주드 로 - 테드 다비도프
- 디에고 루나 - 프란시스코 베가
- 리에브 슈라이버 - 롤런드 폴러드
- 켈리 로백 - 테리
- 애널리 애슈퍼드 - 릴리
- 레베카 홀 - 코니 다비도프
- 체리 존스 - 웰스 부인
- 윌 로저스 - 헌터 웰스
- 수키 워터하우스 - 티퍼니
- 그리핀 뉴먼 - 조시 루미스
- 캐스린 리 스콧 - 완다
- 돈 스티븐슨 - 웨이터
- 테일러 블랙 - 레이나
- 자콥 베르제 - 포커 플레이어
- 벤 워하이트 - 앨빈 트롤러
- 메리 보이어 - 그레이스
- 테드 뉴스타트 - 타일러

## 프로덕션
2017년 8월, 티모시 샬라메, 셀레나 고메즈와 엘르 패닝가 우디 앨런이 감독하고 그가 각본을 쓴 앨런의 새로운 영화에 캐스트로 합류하는 것이 발표 되었다. 레티 아론슨이 제작하고, 아마존 스튜디오에서 배급한다. 2017년 9월, 주드 로가 영화의 캐스트로 합류했다. 같은 달에는 디에고 루나와 리에브 슈라이버, 애널리 애슈퍼드, 레베카 홀, 체리 존스, 윌 로저스와 켈리 로백이 영화의 캐스트로 합류했다. 2017년 10월, 수키 워터하우스가 캐스트로 합류했다. 2017년 10월, 앨런은 영화의 제목을 어 레이니 데이 인 뉴욕으로 확정했다.

### 촬영
본 촬영은 2017년 9월 11일부터 뉴욕시에서 시작되어 10월 23일에 종료되었다.

## 수상
- 2019년 제45회 도빌 아메리칸 영화제 프리미어 부문